# Vincent Richards
Vincent Richards, detto Vinnie (Yonkers, 20 marzo 1903 – Yonkers, 28 settembre 1959), è stato un tennista statunitense.

## Biografia
Nato a Yonkers studiò alla Fordham University prima di iscriversi nel 1922 alla Columbia University Graduate School of Journalism.

A soli quattordici anni vince il suo primo torneo, il singolare maschile al National Boys Outdoor. Divenne un protetto di Bill Tilden infatti dopo essere stato sconfitto in un match dal tennista già affermato parteciparono insieme agli U.S. National Championships 1918 nel doppio maschile riuscendo a conquistare il titolo. Con questa vittoria Vincent diventa, ed è tuttora, il più giovane tennista ad aver vinto un titolo dello Slam, all'età di quindici anni.

Ventisette anni dopo Richards e Tilden riformeranno il team per partecipare al doppio maschile negli U.S. Pro Tennis Championships e conquisteranno nuovamente il titolo.

Richards fu uno dei più importanti giocatori degli anni venti ed ha preso parte a diverse edizioni della Coppa Davis nel team statunitense. Alle Olimpiadi di Parigi 1924 conquistò tre medaglie, l'oro nel singolare maschile dopo aver sconfitto in finale Henri Cochet, l'oro nel doppio maschile insieme a Francis Hunter dopo aver sconfitto nuovamente Cochet insieme a Jacques Brugnon e la medaglia d'argento nel doppio misto insieme a Marion Jessup sconfitti da Hazel Wightman e Richard Williams.

Nel 1927 fu il primo importante tennista a passare tra i professionisti, prima di questa data aveva vinto 9 titoli dello Slam, sette nel doppio maschile e due nel doppio misto.
L'anno successivo era considerato uno tra i 5 migliori giocatori al mondo, prese parte a un breve tour con il poco conosciuto Karel Koželuh ma riuscì a vincere solo 5 match sui 20 giocati. Nel 1929 riuscì a vincere due match su sette contro Kozeluh e nel 1930 due su sei, alla fine dell'anno annunciò il suo ritiro dal tennis professionistico, salvo poi ripensarci.

Nella sua carriera vinse quattro titoli agli U.S. Pro Tennis Championships (la prima edizione del torneo nel 1927 su Howard Kinsey, nel 1928 e nel 1930 sconfiggendo in finale Kozeluh,  nel 1933 sconfiggendo in finale Frank Hunter). Perse le finali del 1929 (da Kozeluh) e del 1931 (da Tilden).

È stato inserito nella International Tennis Hall of Fame nel 1959.